# Friedrich-Wolf-Medaille

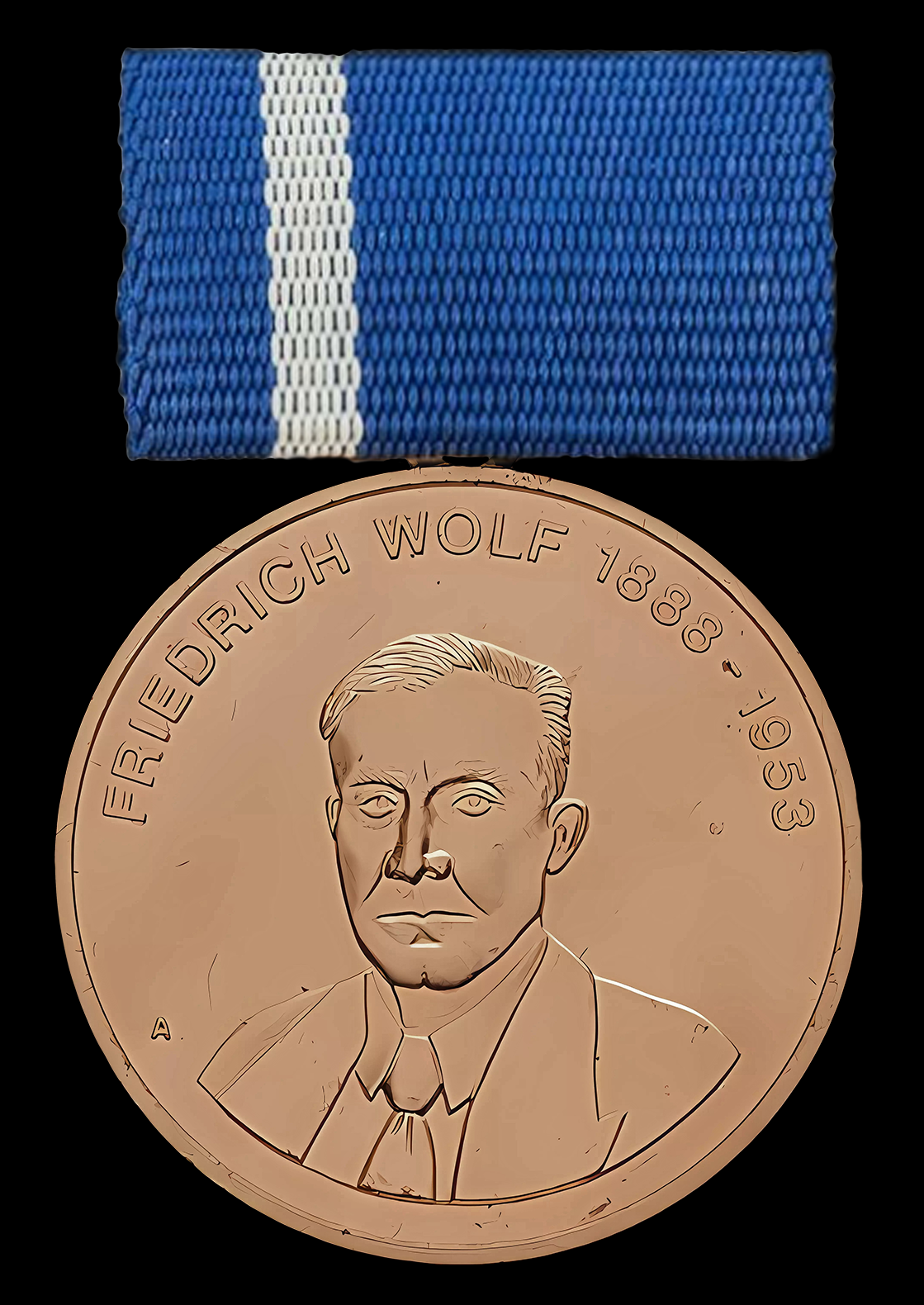
Friedrich-Wolf-Medaille (Vorderseite)

Die Friedrich-Wolf-Medaille war eine staatliche Auszeichnung  der Deutschen Demokratischen Republik (DDR), welche in Form einer tragbaren Medaille verliehen wurde.

## Geschichte
Die Medaille wurde am 5. Februar 1988 in einer Stufe vom Ministerrat der DDR durch ihren Vorsitzenden Willi Stoph gestiftet. Sie diente zur Würdigung besonderer Leistungen bei der Gesundheitsaufklärung und Gesundheitserziehung sowie der Verbesserung des vorbeugenden Gesundheitsschutzes. Ferner auch für die Förderung der internationalen Zusammenarbeit auf den Gebieten der Gesundheitsaufklärung und des vorbeugenden Gesundheitsschutzes. Die Medaille selbst konnte sowohl an Einzelpersonen, wie auch Kollektive bis zu 10 Personen verliehen werden, allerdings nur einmal. Mit der Verleihung der Medaille erhielt der Beliehene eine Urkunde und eine Prämie die für Einzelpersonen bei 1500 Mark und für Kollektive bei 500 Mark lag. Bei der Verleihung an Kollektive erhielt jedes Kollektivmitglied eine Medaille nebst Urkunde.

## Vorschlageberechtigung
Folgender Personenkreis war vorschlagsberechtigt:
- Präsident des Nationalen Komitees für Gesundheitserziehung der DDR,
- Bundesvorstand des FDGB,
- Präsident des DRK der DDR,
- Präsident der URANIA,
- Minister und Leiter anderer zentraler Staatsorgane,
- Vorsitzende der Räte der Bezirke,
- Präsident der Akademie der Wissenschaften der DDR,
- Generaldirektor der SDAG Wismut und die
- Leiter der dem Minister für Gesundheitswesen unterstellten Einrichtungen.

Die Vorschläge waren sodann bis zum 1. August des laufenden Jahres beim Ministerium für Gesundheitswesen einzureichen. Die endgültige Entscheidung oblag jedoch dem Minister des Gesundheitswesens selber. Die Verleihung erfolgte dann alljährlich am 11. Dezember, dem Tag des Gesundheitswesen. Allerdings konnten jährlich nur 10 Medaillen an Einzelpersonen und 5 Medaillen an Kollektive verliehen werden.

## Aussehen und Tragweise
Die bronzene Medaille mit einem Durchmesser von 30 mm zeigt auf ihrem Avers das Porträt Friedrich Wolfs welches von der Umschrift: FRIEDRICH WOLF (oben) und seinen Lebensdaten 1888–1953 (unten) umschlossen wird. Das Revers der Medaille zeigt dagegen mittig das roße Staatswappen der DDR. Getragen wurde die Medaille an einer blau bezogenen Spange, auf welcher an der linken Seite ein weißer Seitenstreifen eingewebt war auf der linken oberen Brustseite. Die Interimsspange entspricht der gleichen Ausführung.